# Polymastigos reishi
Polymastigos reishi är en ringmaskart som beskrevs av Green 2002. Polymastigos reishi ingår i släktet Polymastigos och familjen Capitellidae. Inga underarter finns listade i Catalogue of Life.